# Boston (ort i Irland)
Boston är en ort i republiken Irland.   Den ligger i grevskapet An Clár och provinsen Munster, i den centrala delen av landet, 180 km väster om huvudstaden Dublin. Boston ligger 27 meter över havet och antalet invånare är 570.
Terrängen runt Boston är platt åt sydost, men åt nordväst är den kuperad.Runt Boston är det glesbefolkat, med 12 invånare per kvadratkilometer. Närmaste större samhälle är Gort, 8,6 km nordost om Boston. Trakten runt Boston består i huvudsak av gräsmarker.